# موریتس ترومپرتس
موریتس ترومپرتس (آلمانی: Moritz Trompertz؛ زادهٔ ۲۱ سپتامبر ۱۹۹۵) بازیکن هاکی روی چمن اهل آلمان است.